# La orgía de la sangre
La orgía de la sangre (en italiano Un bianco vestito per Marialé) es una película de terror italiana de 1972 dirigida por Romano Scavolini.

## Argumento
Un marqués tiene prisionera a su esposa, la cual intenta pedir ayuda a sus amigos a una fiesta para que la liberen.